# Batalla de Rabaul
La batalla de Rabaul se libró en la madrugada del 23 de enero de 1942 cuando las fuerzas australianas intentaron, sin éxito, detener el desembarco de las fuerzas japonesas. Los asiáticos lograron tomar el control del puerto, y lo convirtieron en una importante base desde la que lanzaron ataques aéreos y navales en las campañas de Nueva Guinea y de las islas Salomón.

## Antecedentes
Después de la Primera Guerra Mundial, la isla de Nueva Bretaña había pasado a administración australiana, incluida en el Territorio de Nueva Guinea. Poco antes de iniciarse la Segunda Guerra Mundial, la isla contaba con una población de ascendencia europea de mil personas. El Cuartel General de la administración australiana del Territorio de Nueva Guinea se encontraba en Rabaul, pero en septiembre de 1941 fue trasladado a Lae.
Previniendo un ataque japonés, los australianos enviaron al 2/22º batallón, al mando del teniente coronel Howard H. Carr, para reforzar la isla, entre marzo y abril de 1941. Esta unidad era la única fuerza protegiendo la isla, a excepción de la policía y un grupo de 80 voluntarios nativos. Debido a la incapacidad de Carr para comandar su batallón, en secreto fue apodado "el perdedor", por sus hombres. En los meses siguientes recibieron refuerzos, especialmente artillería. Aunque se hicieron planes para reforzar Rabaul y convertirla en una base naval para las flotas británicas y estadounidenses, no se llegaron a implementar. Sin embargo, se ordenó a las tropas en Rabaul defender la isla hasta el final, y no retroceder a pesar de la probable superioridad numérica japonesa. El 3 de octubre, el coronel Jack Scanlan llegó a la isla para asumir el mando del "Área de Nueva Guinea". En total, Scanlan contaba con 1400 hombres, siendo el 2/22º batallón su principal unidad.
Como parte de su ofensiva de 1941-1942, los japoneses habían planificado realizar desembarcos en Rabaul y Kavieng, en Nueva Bretaña y Nueva Irlanda respectivamente. Este ataque se realizaría entre el 23 y 24 de enero de 1942, y coincidiría con otros asaltos en Balikpapan, Borneo y Kendari, Célebes.
La fuerza japonesa encargada de la conquista de Nueva Bretaña y Nueva Irlanda (Operación R) era el Destacamento de los mares del Sur (Nankai Shitai), formada a partir de unidades de la 55.ª División. Comandada por el Mayor General Tomitarō Horii, ya habían asaltado Guam, base estadounidense, el 10 de diciembre. La 4.ª Flota les proporcionaría el respaldo naval, e incluiría a dos portaaviones. Los japoneses esperaban mayor resistencia en Nueva Bretaña, que la que encontraron en Guam.
Una vez iniciada la guerra, aviones japoneses empezaron a sobrevolar Rabaul desde gran altura. Los australianos contaban con una fuerza de diez aviones para hacer frente a un ataque aéreo. A mediados de diciembre, se inició la evacuación de todos los civiles de ascendencia europea, quienes fueron enviados a Australia. El coronel Scanlan prohibió a sus soldados pensar en abandonar la ciudad, y él mismo no diseñó un plan organizado de retirada, en el caso de que fuese sobrepasado por los atacantes. Un oficial sugirió mover cantidades importantes de comida hacia la montaña, para poder continuar la resistencia desde allí, pero su plan nunca fue puesto en práctica.
El 4 de enero de 1942, los japoneses realizaron el primer bombardeo de importancia sobre Nueva Bretaña. Primero una ola de 22 bombarderos atacaron una pista de aterrizaje desde gran altura, impactándola tres veces y matando a unas quince personas. Los aviones australianos no lograron interceptar a los nipones y la artillería antiaérea no tenía el alcance necesario para impactar a los bombarderos. Una segunda ola de once hidroaviones atacó otra pista de aterrizaje, causando menos daños.
El 9 de enero, un avión australiano sobrevoló Truk, y reportó una gran concentración de aviones y navíos japoneses. Más tarde se determinó que el grueso de la 4ª Flota se encontraba concentrada allí, y que los bombardeos, que continuaron durante todo el mes, se realizaban desde esa base.
El 14 de enero, las fuerzas de Horii zarparon desde Guam, reuniéndose con la 4.ª Flota el 17. El convoy, más de 30 navíos, se dirigió entonces hacia Rabaul, pero lanzaron ataques aéreos contra la base, con el objetivo de garantizar la superioridad aérea nipona.
El 20 de enero, los japoneses lanzaron su principal bombardeo. Tres formaciones japonesas, unos 120 aviones en total, convergieron en Rabaul desde tres distintas direcciones, pero fueron detectadas antes de llegar y encontraron a siete aviones australianos en el aire. Rápidamente, esta débil fuerza australiana fue destruida y a excepción de la artillería antiaérea, los nipones no encontraron resistencia en su ataque, que duró 45 minutos. Al finalizar, solamente tres aviones australianos lograron salvarse, y un bombardero pesado japonés fue derribado por la artillería enemiga.

## El desembarco
En la mañana del 21 de enero, se detectó una fuerza de cuatro cruceros con dirección a Rabaul. Scanlan ordenó a sus hombres tomar sus posiciones de combate, pero aclaró que "sólo era un ejercicio", por lo que muchas tropas no llevaron sus raciones de comida y de otro tipo. En la madrugada del 22, la base aérea fue destruida por su propio personal. En la mañana, bombarderos en picado japoneses pasaron sobre la costa, silenciando a las defensas costeras. En la tarde, los ingenieros detonaron un depósito de bombas ubicado en Rabaul, pero dañaron el transmisor del Cuartel General, dejando a Nueva Bretaña incomunicada con el exterior. Para ese momento, la flota japonesa ya había sido visualizada desde la costa, pero luego había sido perdido de vista.
En la madrugada del 23 de enero, los japoneses empezaron a desembarcar en la bahía. La superioridad numérica nipona les permitió desembarcar sin problemas en varios puntos, ya que las tropas australianas eran incapaces de cubrir todas las playas. La ciudad de Rabaul fue tomada muy rápidamente, ya que la principal lucha se llevó a cabo en las playas o en la selva. En algunos casos, los japoneses contaron con apoyo de los nativos, quienes les sirvieron de guías. La comunicación entre las fuerzas en el frente y los cuarteles fue cortada,  esto generó confusión en el movimiento de las tropas. Al amanecer, se logró establecer contacto con Port Moresby, por medio del teleradio. Sin embargo, el mensaje llegó corrupto, y los receptores no comprendieron que se estaba realizando un desembarco en Nueva Bretaña.
A las 9 de la mañana, se ordenó la retirada general hacia una nueva línea defensiva. Sin embargo, pronto se esparció el rumor de que miles de japoneses estaban avanzando, y muchos camiones, que transportaban tropas hacia los nuevos puntos de defensa, pasaron de largo. Varios aviones japoneses empezaron a volar bajo, ametrallando a los vehículos y tropas que encontraban en los caminos, añadiendo más temor a las tropas que se retiraban. Incapaz de mantenerse al tanto con la batalla, debido a la ausencia de comunicaciones, Scanlan ordenó una retirada mayor, añadiendo que ahora "cada hombre estaría por su cuenta".
La lucha organizada terminó al caer la noche. Luego, las unidades se dividieron en pequeños grupos y se retiraron al suroeste.

## Consecuencias
En el primer día de la batalla, unos 28 soldados australianos murieron, de los cuales dos eran oficiales. Solamente unos 400 soldados pudieron escapar hacia Australia, mientras que otros 160 fueron asesinados por los japoneses durante su cautiverio. Por su parte, los japoneses perdieron 16 soldados, y reportaron 49 heridos. El coronel Scanlan fue capturado y junto con otros 60 oficiales fue enviado a Japón en junio. Scanlan pasó el resto de la guerra trabajando en una mina de carbón. Unos 1050 prisioneros de guerra no compartieron la misma suerte que su comandante, ya que el 1 de julio de 1942, cuando estaban siendo transportados a Hainan en el transporte Montevideo Maru, fueron torpedeados por el submarino estadounidense USS Sturgeon. Ninguno de los prisioneros, de los cuales 200 eran civiles, logró sobrevivir.
Rabaul se convirtió en una importante base naval y aérea japonesa. Para protegerla, se invadió Lae y Bougainville, al sur, y las islas del Almirantazgo, al norte. Una vez iniciada la campaña de las islas Salomón, el objetivo final aliado en el suroeste del Pacífico consistió en la neutralización de Rabaul. Eventualmente, Rabaul se convirtió en el Cuartel General de la 8ª Flota japonesa, organizada para relevar a la 4ª Flota.